# Пельегрино, Матео
Матео Пельегрино Касалангида (исп. Mateo Pellegrino Casalánguida; род. 22 октября 2001, Валенсия) — аргентинский футболист, нападающий клуба «Парма».
Матео — сын известного футболиста и тренера Маурисио Пельегрино.

## Клубная карьера
Пельегрино — воспитанник клубов испанского «Валенсия», итальянского «Интер Милан» и «Велес Сарсфилд». 2 апреля 2021 года в матче против «Банфилда» он дебютировал в аргентинской Примере в составе последнего. 1 марта 2022 года в поединке Кубка Аргентины против «Чиполетти» Матео забил свой первый гол за «Велес Сарсфилд». Летом того же года Пельегрино на правах аренды перешёл в «Эстудиантес». 17 июля в матче против «Тигре» он дебютировал за новый клуб.